# جاك نيوتن
جاك نيوتن (بالإنجليزية: Jack Newton)‏ هو لاعب غولف أسترالي، ولد في 30 يناير 1950 في سيسنوك في أستراليا.

## وصلات خارجية
- جاك نيوتن على موقع رابطة لاعبي الغولف المحترفين (الإنجليزية)
- جاك نيوتن على موقع رابطة أوروبا للاعبي الغولف المحترفين (الإنجليزية)
- جاك نيوتن على موقع قاعة أستراليا للمشاهير الرياضية (الإنجليزية)